# Master of Reality
Master of Reality este al treilea album al trupei britanice de heavy metal, Black Sabbath lansat în 1971. Sonoritatea "întunecată" a albumului a avut o influență semnificativă în dezvoltarea unor subgenuri ale muzicii metal cum ar fi doom metal și stoner rock.
Master of Reality a primit două Discuri de Platină după ce a vândut peste 2 milioane de copii.

## Tracklist
1. "Sweet Leaf" (5:05)
2. "After Forever" (Tony Iommi) (5:27)
3. "Embryo" (Tony Iommi) (0:28)
4. "Children of The Grave" (5:17)
5. "Orchid" (Tony Iommi) (1:30)
6. "Lord of This World" (5:26)
7. "Solitude" (5:02)
8. "Into The Void" (6:13)

- Toate cântecele au fost scrise de Tony Iommi, Bill Ward, Geezer Butler și Ozzy Osbourne cu excepția celor notate.

## Single-uri
- "Sweet Leaf" (1971)
- "Children of The Grave" (1971)
- "After Forever" (1972)

## Componență
- Ozzy Osbourne - voce
- Tony Iommi - chitară, flaut, pian
- Geezer Butler - chitară bas
- Bill Ward - baterie, voce de fundal